# 姜安蓉
姜安蓉（英語：Avalon Celeste Earhart，/ˈævəˌlɒn səˈlɛst ˈɛərhɑːrt/，1991年1月4日—），哈佛大学畢業，是一名曾在臺灣留学的部落客，就讀於國立臺灣大學昆蟲研究所。時常在網路上介紹生物學新知與美國文化，獲得許多網友的支持。目前已經返回美國，並於2016年進入塔弗茲大學攻讀生物研究所。
2015年，曾批評饒舌團體玖壹壹的新作《歪國人（页面存档备份，存于）》，認為歌曲消遣外國人，涉及種族歧視，玖壹壹樂團憤怒回應，引發論爭。

## 外部連結
- YouTube上的姜安蓉頻道
- 姜安蓉的Facebook專頁
- Avalon C. Earhart的Facebook專頁